# Christian Hein
Christian Hein (16. september 1744 i Kassel – 25. januar 1826) var dansk officer og generalkrigskommissær.
Hein var født i Kassel 16. september 1744 som ældste søn af hessen-kasselsk gehejmeregeringsråd Levin Hein. Efter at have studeret i Helmstedt, Marburg og Göttingen ansattes han 1766 som privatsekretær hos prins Carl af Hessen. Efter dennes ønske udnævntes han 1774 af den danske konge til sekondløjtnant i Ingeniørkorpset, hvor han samme år forfremmedes til premierløjtnant. Denne ansættelse var dog kun rent nominel; han vedblev at stå i prinsens tjeneste, selv efter at han 1778 som kaptajn var blevet forsat til Slesvigske Infanteriregiment, hvor han 1790 avancerede til major. 1788 var han således prinsens adjudant under felttoget i Båhus Len, og efter krigen fungerede han i en årrække som hans generaladjudant og stabssekretær. 1799 udnævntes han til generalkrigskommissær i Slesvig, hvor han kom til at medvirke ved landeværnets oprettelse og de øvrige forandringer i forsvarsvæsenets organisation, som den nationale hærreform medførte. 1808 havde han sin del af arbejdet ved de franske hjælpetroppers modtagelse og døjede en del under de fordringsfulde gæsters overgreb.
Hein ægtede 1801 Christina Margretha Eggers (døbt 28. juni 1772 i Schwabstedt - 24. juni 1838), datter af indvåner i Hude J. Eggers og Maria født Janssen. Han døde 25. januar 1826.